# Turnia nad Obozem

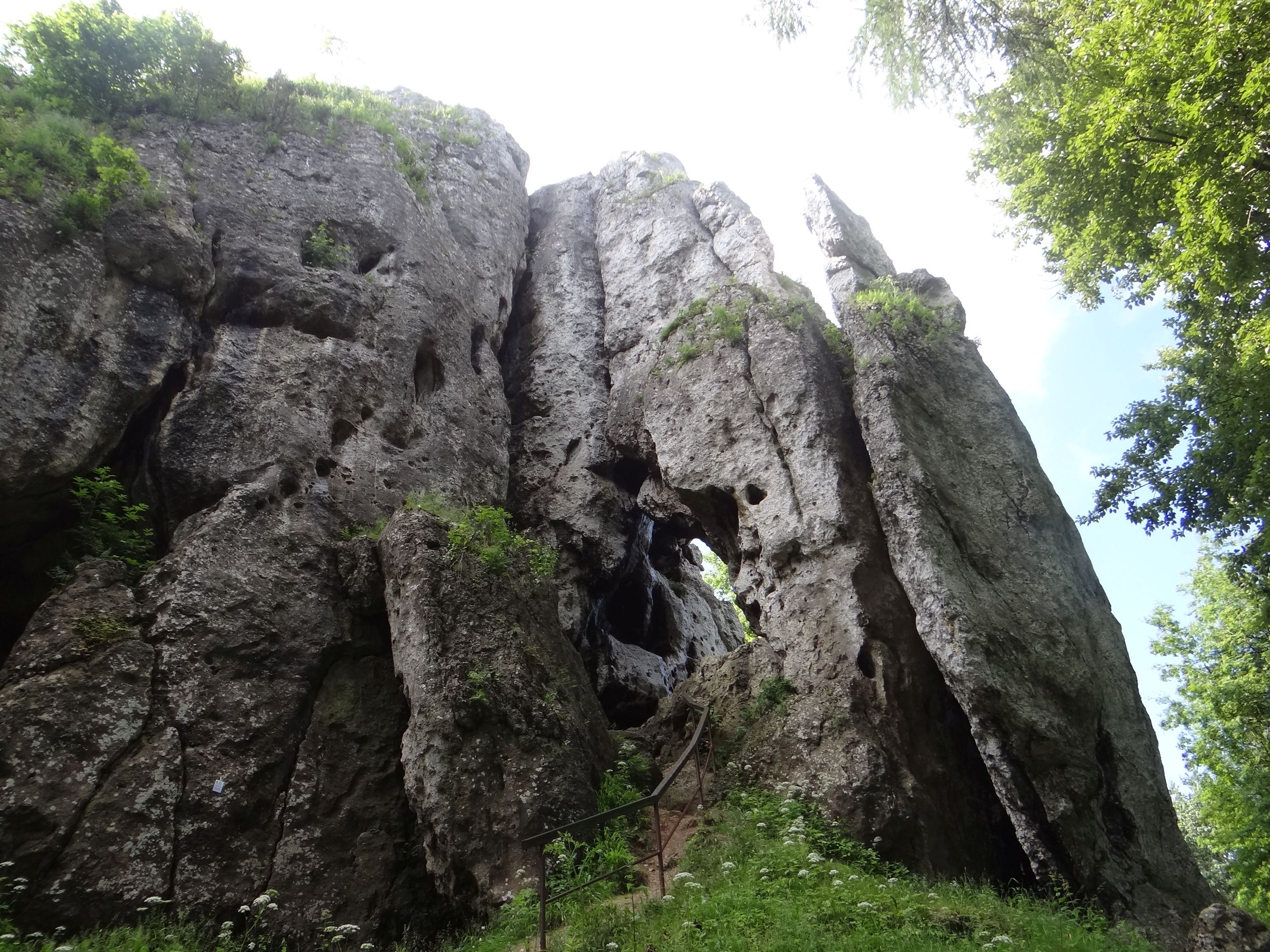

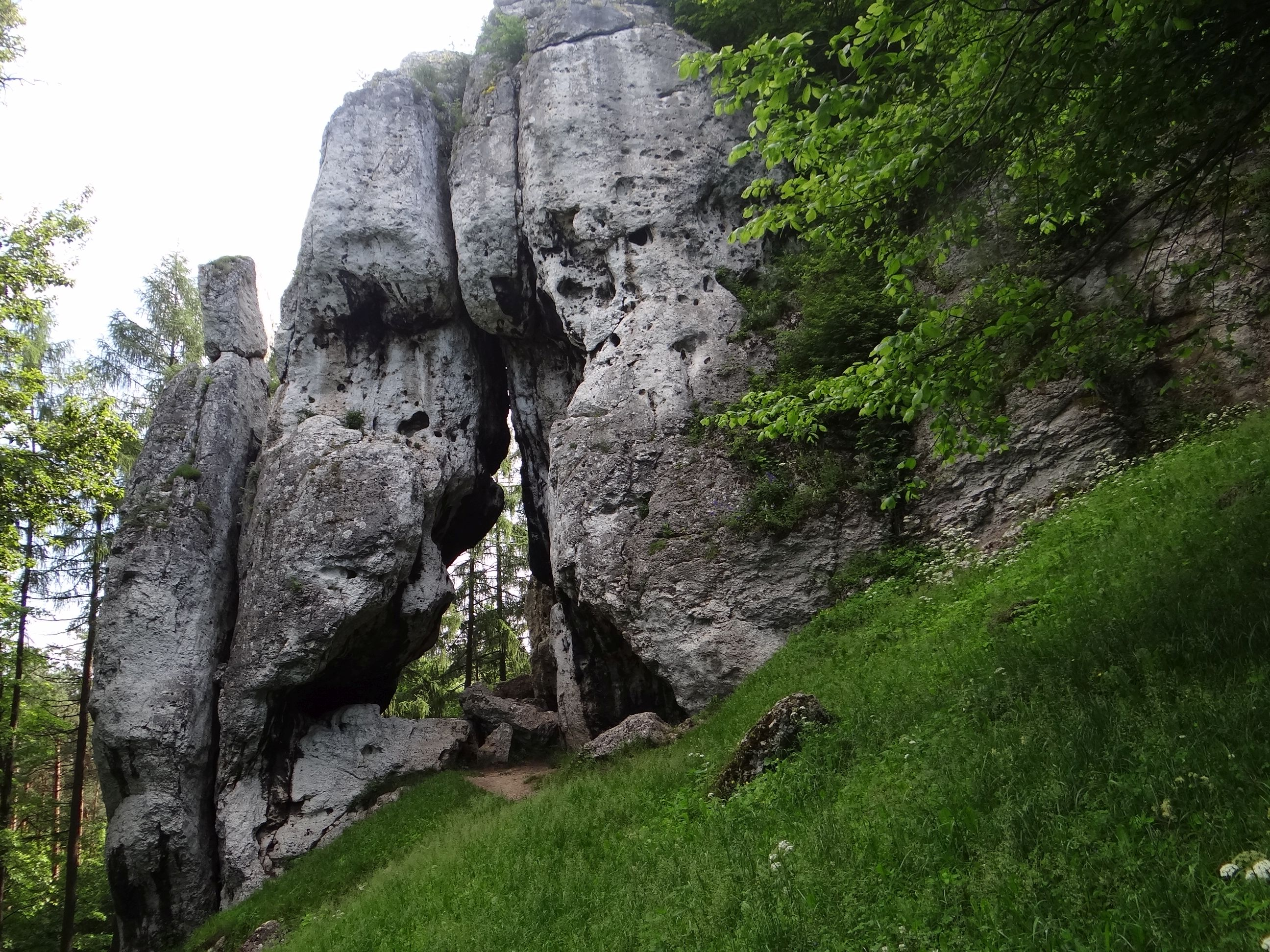

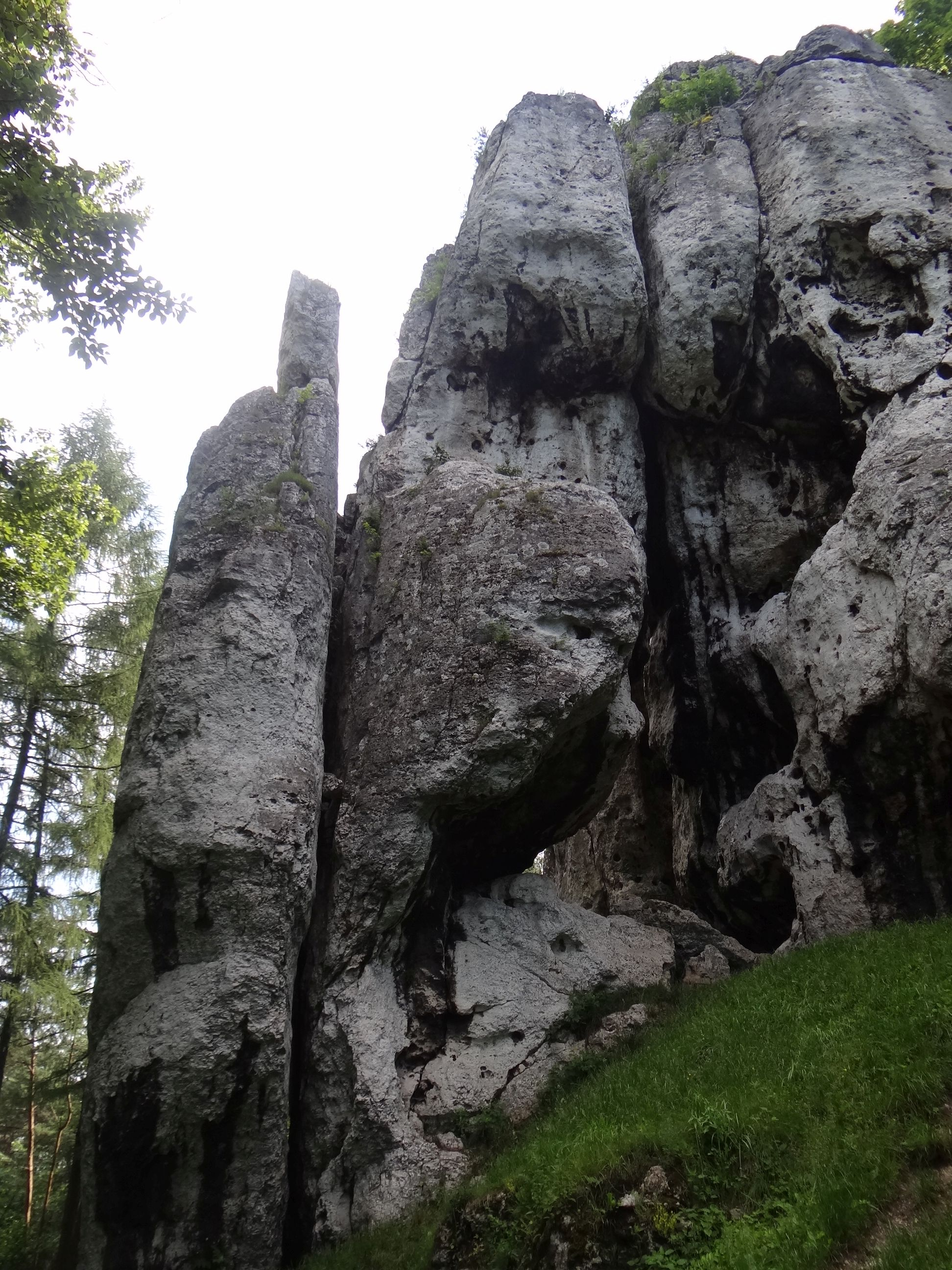

Turnia nad Obozem – skała na wzniesieniu Birów w Podzamczu, w powiecie zawierciańskim, w gminie Ogrodzieniec. Znajduje się w grupie skał, na których wybudowano Gród na Górze Birów. Pod względem geograficznym znajduje się na Wyżynie Częstochowskiej będącej częścią Wyżyny Krakowsko-Częstochowskiej. 
Turnia nad Obozem znajduje się w północnej grupie skał Birowa pomiędzy Filarem Birowa i Deszczową Skałą. Zbudowana jest z twardych wapieni skalistych, ma wysokość do 30 m, ściany pionowe lub przewieszone. Jest w niej wysoki komin i duża skalna brama. Na skale uprawiana jest wspinaczka skalna. Pierwsze drogi wspinaczkowe powstały w latach 80. XX wieku. W 2020 r. jest 25 dróg i dwie możliwości. Drogi mają trudność od IV+ do VI.4+ w skali Kurtyki. Większość z nich ma zamontowane stałe punkty asekuracyjne w postaci ringów (r) i stanowisk zjazdowych (st), na pozostałych możliwa jest wspinaczka tradycyjna. Wśród wspinaczy skała jest bardzo popularna.
W internetowym portalu wspinaczkowym skała opisana jest jako Turnia nad Obozem I, Turnia nad Obozem II i Turnia nad Obozem III, a wykaz dróg wspinaczkowych jest nieco inny.

## Drogi wspinaczkowe
1. La grotta; VI+, st
2. Księga bałwochwalcza; VI.2, 8r+ st
3. Podarunek dla kolarza; VI.1+, 8r+ st
4. Lisek chytrusek; VI+, 8r+ st
5. Znak orła; VI.2+, 9r+ st
6. Możliwość
7. Komin kursantów; IV
8. Taśma życia; VI.1, 8r+ st
9. Ptaki; VI+, 2r
10. Ms & Mr Tobołek; VI.3+, 6r+ st
11. Miss Tobołek; VI+
12. Plecy pielgrzyma; VI
13. Huta Katowice; VI.4, 3r+ st
14. Dwa browary i setka; VI.5
15. Trupi jad; VI.5, 4r+ st
16. Dwie setki i kawa; VI.3+, 6r+ st
17. Zabójcza dłoń; VI.4+, 5r+ st
18. Emiluś; VI.2+, 4r+ st
19. Rysa na pielgrzyma; V
20. Kraina chichów; VI.2+, 7r+ st
21. Czarna wdowa; VI.4, 7r+ st
22. Kankan; VI.2
23. Możliwość
24. Birowska ryska; VI.1, st
25. Tarantula; VI.3, 6r+ st
26. Warianty Darkmana; VI.1, 6r+ st
27. Łzy sołysa; VI+, 7r+ st[1].

W Turni nad Obozem znajduje się duże Schronisko w Górze Birów koło Podzamcza Północne.